# Nasiriya
Nasiriya (arabisch الناصرية, DMG an-Nāṣiriyya), in deutschen Medien meist Nassirija, ist die Hauptstadt des irakischen Gouvernements Dhi Qar. Sie liegt am Euphrat und ist 360 km von Bagdad entfernt. In der Nähe der Stadt liegen die Ruinen der Städte Ur und Larsa. 1987 hatte Nasiriyya 265.937 Einwohner und 2003 geschätzte 560.200. Die Mehrheit der Bevölkerung sind Schiiten.

## Geschichte
Die Stadt wurde 1870 als Markflecken für die Stammeskonföderation der Muntafiq gegründet. Zu Beginn des Ersten Weltkriegs hatte die Stadt rund 10.000 Einwohner. Die Stadt wurde nach dem Gründer Scheich Nasir Saʿdun benannt. Bis zum Ersten Weltkrieg beherrschten die Osmanen die Stadt und verloren sie 1915 an die Briten. Im zweiten Golfkrieg 1991 rückten die Koalitionstruppen bis hierher vor. Das war ihr weitestes Vordringen. Aufgrund von Versprechen der Amerikaner, die sich als leer erwiesen, erhoben sich die Schiiten gegen Saddam Hussein. Die irakische Armee unterdrückte den Aufstand blutig, wobei sehr viele Menschen starben.
Während der amerikanischen Besetzung des Irak im Dritten Golfkrieg im Jahr 2003 kam es bei Nasiriya zu dem einzigen größeren Gefecht zwischen irakischen Einheiten und US-Truppen, in deren Verlauf 29 US-Soldaten getötet und sechs gefangen genommen wurden (darunter Jessica Lynch). Einige Tage später hieß es in einem Bericht, dass bei einem Luftangriff mit Streubomben 10 Menschen getötet und 200 verletzt worden seien. Außerdem berichtete ein irakischer Arzt, dass 10 US-Soldaten bei einem Friendly-Fire-Unfall getötet wurden. Ein amerikanisches Kampfflugzeug warf versehentlich eine Bombe auf eine Stellung der US-Marineinfanteristen. Am 12. November 2003 griffen zwei Selbstmordattentäter die Militärbasis der italienische Carabinieri mit einem mit Sprengstoff geladenen Laster an, die dort als Teil der Multinational Specialized Unit (MSU) stationiert waren. Durch die Explosion kamen 28 Menschen ums Leben, darunter 19 Carabinieri.

## Archäologie
Im März 2018 wurde der Fund eines über 4000 Jahre alten Hafens im Wüstenort Abu Tbeira sieben Kilometer südlich von Nasiriya bekanntgegeben. Es handelt sich um den ältesten bekannten Hafen im Irak.

## Söhne und Töchter der Stadt
- Fuad ar-Rikabi (1931–1971), irakischer Politiker
- Hikmat Al-Sabty (* 1954), deutscher Politiker (Die Linke)